# United States Army Signal Corps

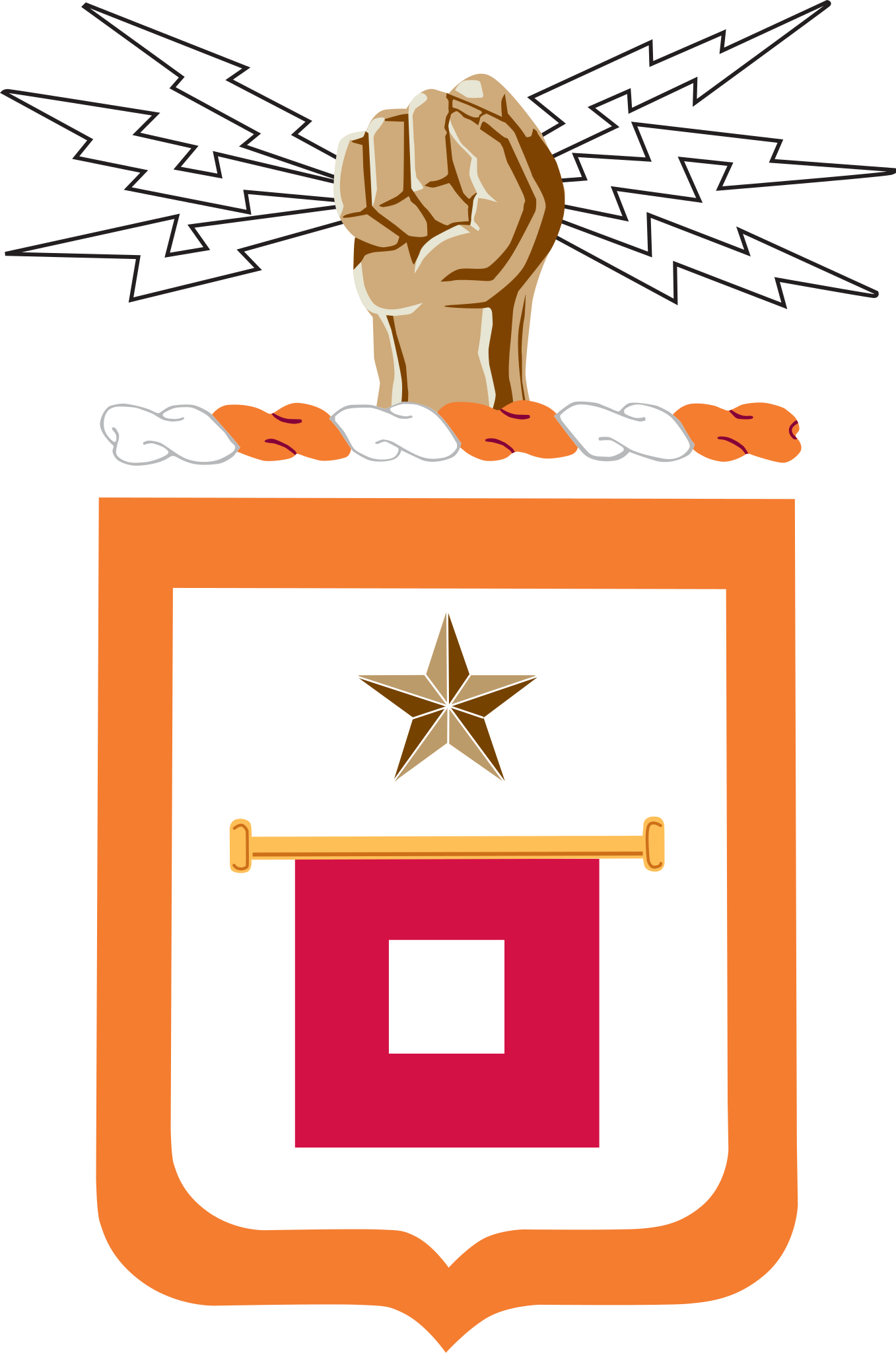
Abzeichen des Signal Corps

Das United States Army Signal Corps (USASC) ist die Fernmeldetruppe des US-amerikanischen Heeres. Das Kommando des Signal Corps befindet sich in Fort Gordon, Georgia.

## Geschichte
Die Truppengattung wurde 1860 gegründet. 1870 gründete das Signal Corps den National Weather Service. In den Anfangszeiten der Fliegerei gehörten auch Militärluftschiffe und die ersten Flugzeuge zum Signal Corps. Das United States Army Pictorial Service bestand von 1942 bis 1971 als Teil des Corps.